# Bienenkorbhütte

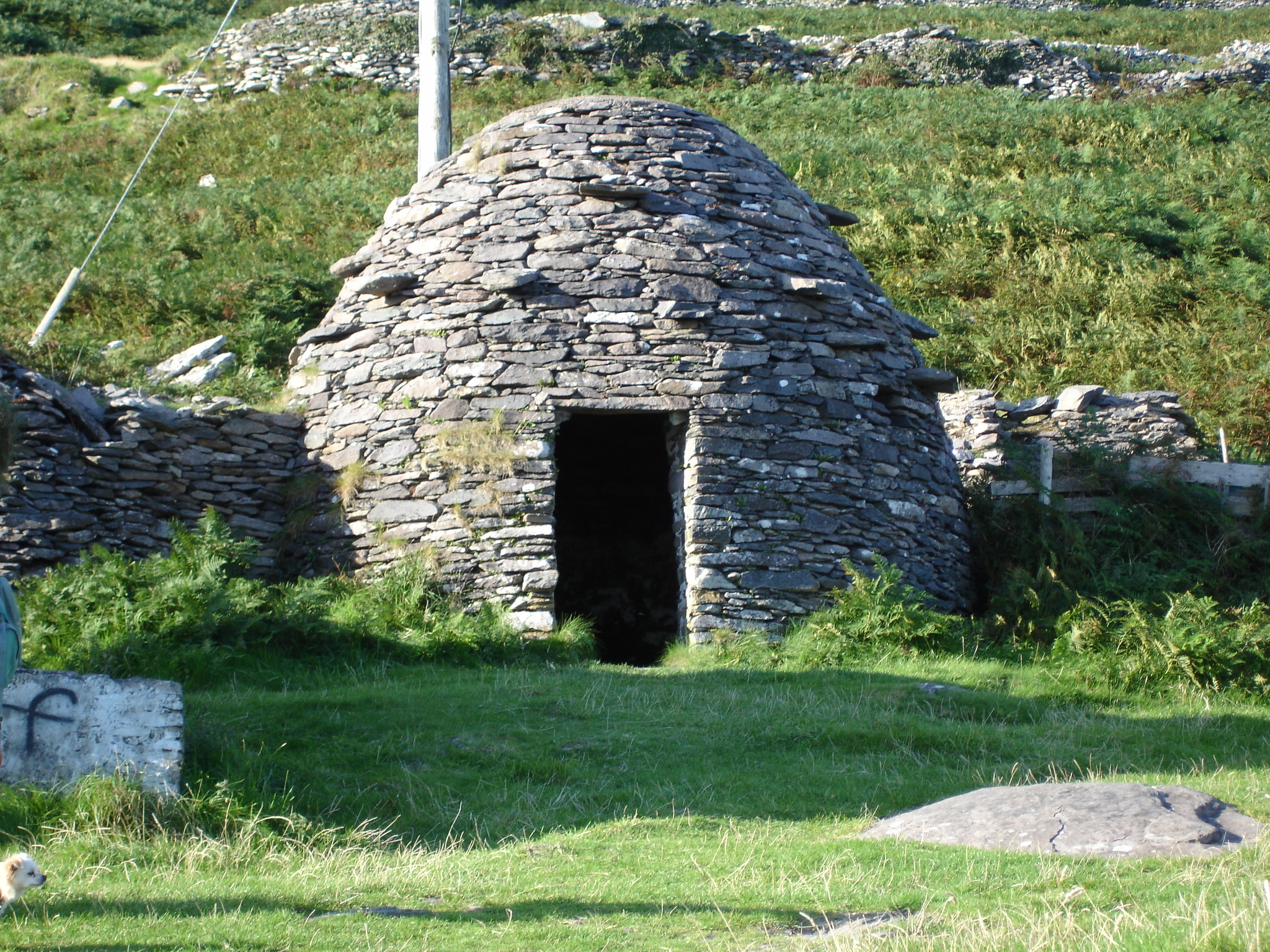
Bienenkorbhütte auf der Dingle-Halbinsel

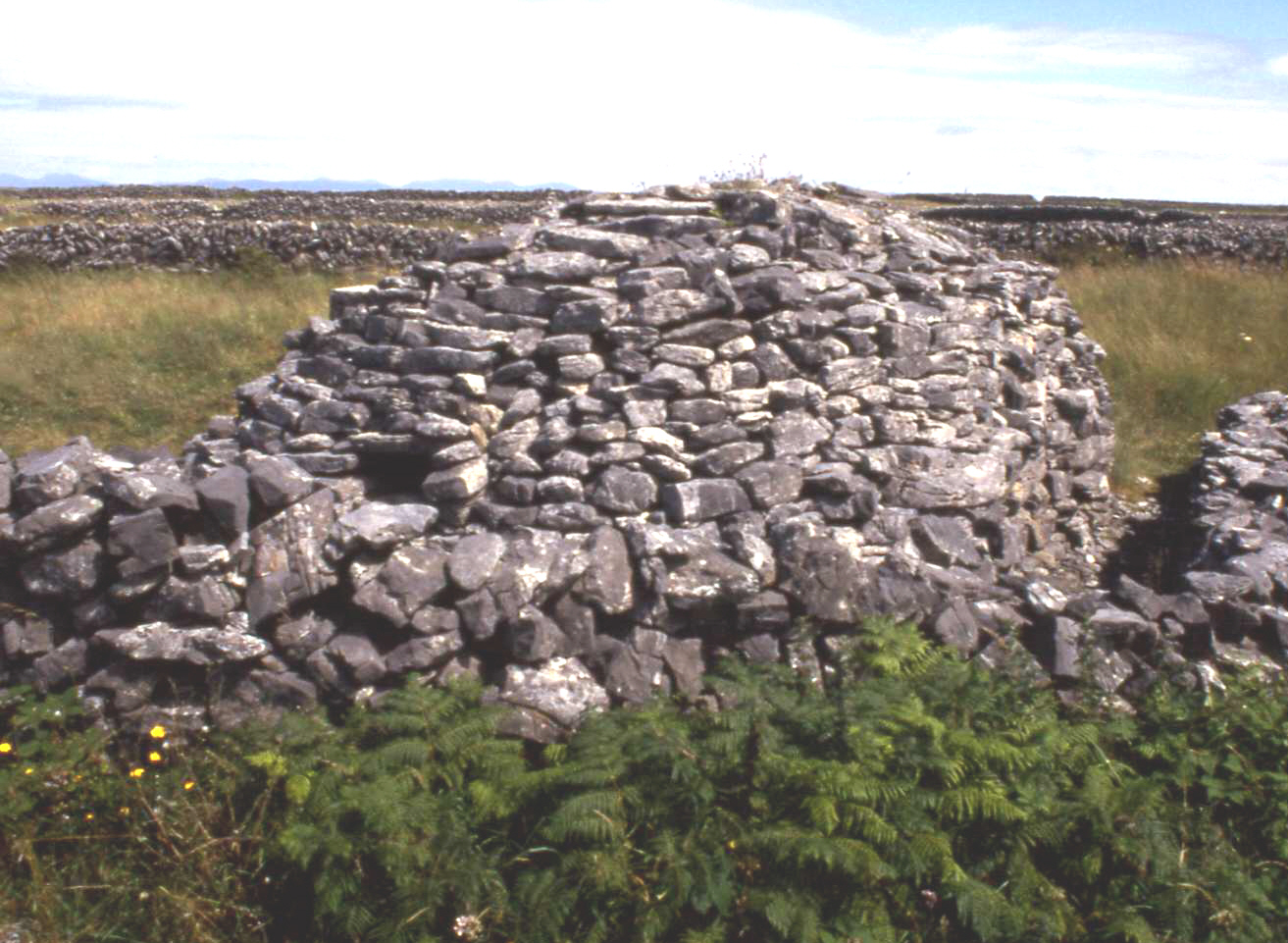
Der vorzeitlicher Clochán na Carraige auf den Aran Islands (Inishmore)

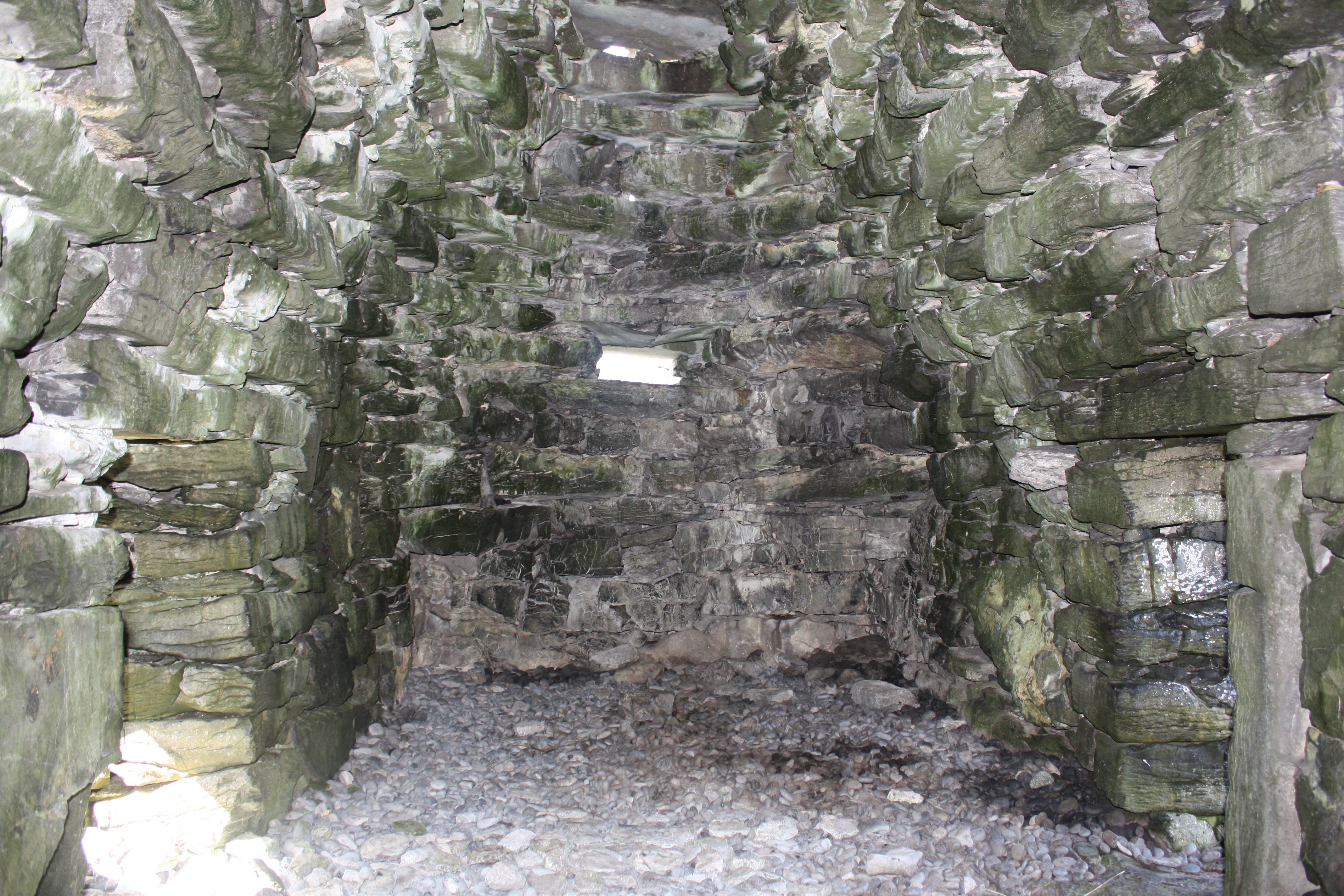
Innenansicht des Clochán na Carraige

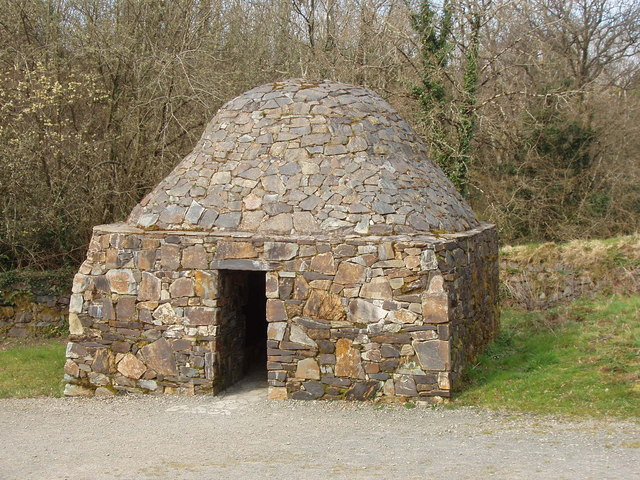
Bienenkorbhütte im Irish National Heritage Park in Ferrycarrig

Bienenkorbhütte oder Bienenstockhütte (engl. beehive hut, ir. clochán (plur. clocháin), von cloch „Stein“) ist die Bezeichnung für meist runde Kraggewölbebauten aus Trockenmauerwerk.

## Verbreitung

### Britische Inseln
Die teilweise noch erhaltenen Hütten wurden in der Eisenzeit und in der frühchristlichen Zeit, vereinzelt noch in der Neuzeit, errichtet. Die größte Konzentration findet sich an der Küste der Dingle-Halbinsel. Besonders schöne Exemplare stehen im Caher Conor bei Fahan, nahe Ventry sowie auf der Felseninsel Skellig Michael westlich der Iveragh-Halbinsel, beide im County Kerry. Die letzte erhaltene Bienenkorbhütte auf den Aran Islands ist der Clochán na Carraige. Im County Sligo stehen Clocháin auf der Insel Innishmurray. Am Slieve League („Grauer Berg“) an der Westküste des County Donegal findet man die nördlichste Bienenkorbhütte Irlands.
Östlich von Lonfearn in Schottland stehen die so genannten druids' houses. Andere interessante Exemplare stehen auf der Isle of Skye und der kleinen Insel Eileach an Naoimh im Archipel der Garvellachs mit einer Doppelhütte. In Cornwall ist Bosporthennis ein weiteres Beispiel auf der anderen Seite der irischen See. Hier stehen eine runde und eine rechteckige Hütte.

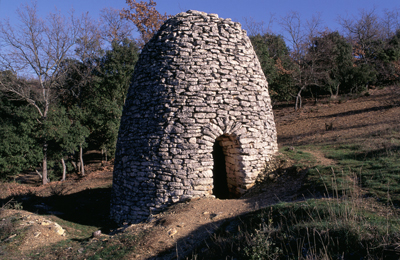
Borie im Luberon

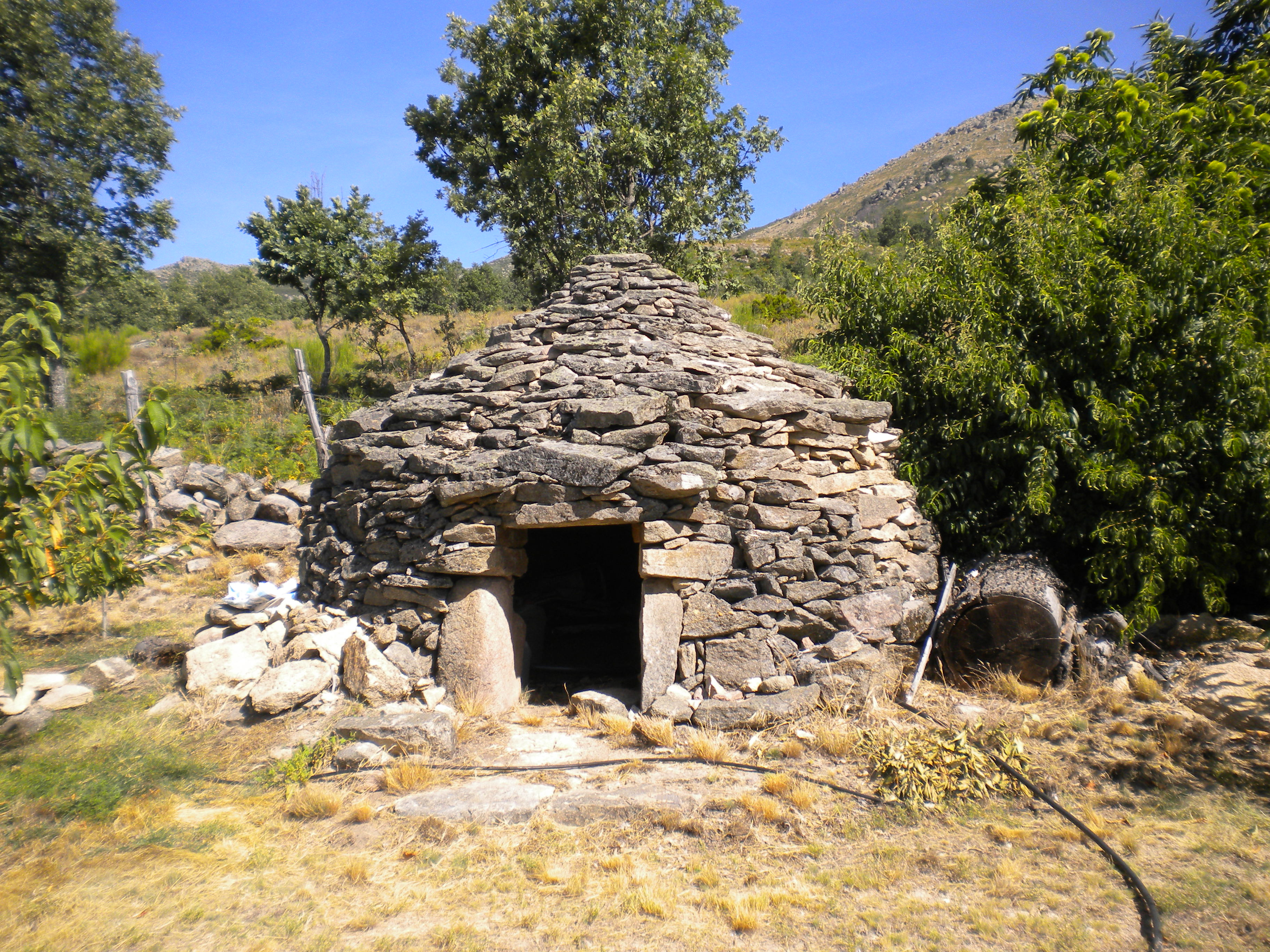
Feldsteinhütte (chozo) im Valle del Jerte, Extremadura, Spanien

### Frankreich
Auch in vielen Gegenden Süd- bzw. Südwestfrankreichs finden sich Steinhütten aus Trockenmauerwerk. Die regionalen Bezeichnungen variieren, borie oder cahute in der Provence, capitelle im Roussillon, cabane im Périgord, caselle im Quercy, und weitere.

### Katalonien
Vor allem in den Weinbaugebieten Kataloniens (z. B. Pla de Bages) existieren noch etliche Feldsteinhütten (barracas), in denen sich kurz vor und während der Weinlese Wächter bereithielten, um ungebetene Gäste (Vogelschwärme, Wildschweine oder Diebe) zu vertreiben.

### Kastilien
Vor allem in den Weinbaugebieten Kastiliens (z. B. Cigales nordöstlich von Valladolid) finden sich noch zahlreiche Feldsteinhütten (chozos), die kurz vor und während der Traubenlese Wächtern als Unterstand und/oder Übernachtungsmöglichkeit dienten. Auch Schäfer nutzten manchmal diese Bauwerke.

## Bauart
Die Bienenkorbhütten sind in Trockenbauweise errichtet. Sie wurden ohne Dichtungs- und Bindematerial wie Mörtel in mehreren parallelen Schichten aufeinandergefügt, bis sie ein Kraggewölbe bildeten. Sie stehen zumeist einzeln als Teile von Gruppen, bilden vereinzelt aber auch Doppel- oder Mehrfachstrukturen. Bei Ventry auf der Dingle-Halbinsel wurden im Frühmittelalter etwa 400 Bienenkorbhütten auf engstem Raum erbaut. Eine seltene Bauvariante stellt Clochán na Carraige auf der Aran-Insel Inishmore dar. Sie hat zwei gegenüberliegende Eingänge, die wie ein Durchgang wirken. Außen ist sie oval und innen rechteckig.

## Zweck
Einige der frühen Exemplare, so die Clocháin auf Skellig Michael, waren Teil frühchristlicher Klosteranlagen. Auch die Anlage auf Eileach an Naoimh gehörte zu einem Kloster, das wahrscheinlich vom Heiligen Brendan gegründet wurde. Andere Exemplare, u. a. wohl auch die bei Ventry auf der Dingle-Halbinsel, gehörten zu älteren Komplexen. Die meisten der Hütten sind seit langem ungenutzt. Einige wurden bis ins 20. Jahrhundert als Lager- und Vorratsräume oder Ställe genutzt.